# Мальований Володимир Григорович
Мальо́ваний Володи́мир Григо́рович (1847, Таганрог, Катеринославська губернія, Російська імперія — 1893 Томськ) — український громадсько-політичний діяч. Входив до одеської Громади. Поет, автор вірша «Не потурай!».

## Життєпис
Народився 1847 року в Таганрозі на Катеринославщині у дворянській родині. Батька втратив дворічним, мати померла 1863 року.
Навчався в Катеринославській класичній гімназії. Не закінчивши, залишив її 1866 року. Наступний рік прожив у спільному з братом маєтку «Мирному» Олександрівського повіту Катеринославської губернії.
1867 року в Харкові готувався до вступних екзаменів до університету. Не склав іспити й повернувся до родового маєтку.
Наприкінці 1869 року спробував здати іспити, щоб одержати при Катеринославській гімназії атестат зрілості, але знову невдало.
Того ж року родовий маєток був поділений між братами. Володимир продав свою частку братові й виїхав до Одеси.
Там служив у Контрольній палаті за вільним наймом. У той же час два роки був вільним слухачем у Новоросійському університеті.
1873 року одружився з Юлією Володимирівною Сосновською, вчителькою, дочкою колезького асесора, з якою до цього зустрічався близько чотирьох років. Від цього (першего) шлюбу він мав сина Тараса (1873 р.н.) та дочку Марину (1876 чи 1877 р.н.). За свідченням своячки Володимира Григоровича, Олександри Сосновської, сім'я Мальованих жила дуже скромно, нікого до себе не запрошуючи.
Наприкінці 1876 чи на початку 1877 року влаштувався діловодом до Одеської міської управи, де працював до арешту в червні 1879 року.
У 1879 році був засланий у Сибір (Іркутськ, Балаганськ), із заслання у 1881 році втік до Женеви, де зустрічався із Михайлом Драгомановим, з яким познайомився раніше в Одесі. Після повернення в Україну знову заарештований і засланий у Сибір до Іркутська, Якутська та Верхнеколимська. Помер у березні 1893 рока по дорозі із заслання.

### Українське народолюбство
Наприкінці 1876 або на початку 1877 р. Володимир Мальований (за власним свідченням) влаштувався діловодом до Одеської міської управи, де й працював до свого арешту в червні 1879 р. Перебуваючи в Одесі, Володимир Григорович став одним з провідних діячів радикально-демократичного крила місцевої громади, що сформувалася у першій половині 70-х рр. На громадівських зібраннях він відстоював суспільно-політичні ідеали, близькі до поглядів російських народників. На думку В.Мальованого, українська інтелігенція мала «неоплатний борг» перед народом, а тому її обов'язок — жертвувати собою для народного блага. Виступав за об'єднання зусиль опозиційних царизму сил, підтримуючи тісні зв'язки з революційними та ліберальними колами.
Протягом 1876—1879 рр. разом з іншими одеськими громадівцями Мальований неодноразово брав участь у переговорах з «південними бунтарями» та землевольцями, зокрема, В.Дебогорієм-Мокрієвичем, Я.Стефановичем, С.Чубаровим, А.Зунделевичем, М.Фроленком, А.Желябовим, П.Мавроганом, надавав свою квартиру для конспіративних зібрань народників. Однак, незважаючи на близькість позицій, подолати теоретичні розбіжності та досягти організаційної єдності між українськими народолюбцями та російськими народниками не вдалося [16]. Симпатії Володимира Мальованого до «бунтарів» не були випадковими. Ще в юнацькі роки він відзначався рішучістю й відвагою. Одного разу, керуючись раптовим поривом, він став ініціатором та учасником нападу декількох катеринославських гімназистів на двох вартових, які супроводжували невідомого карного злочинця. Заарештованого було відбито, а Володимир із своїми товаришами зник в гущині Потьомкінського парку [17].
Важливою справою для В.Мальованого в одеський період його життя стала підтримка українського видавництва в Женеві, створеного М.Драгомановим з ініціативи «комітету 12-ти» Київської «Старої Громади». Разом з одеськими громадівцями лівого спрямування Ф.Василевським, О.Андрієвським, Є.Борисовим Володимир Григорович займався перевезенням з-за кордону нелегальної українофільської літератури, використовуючи свої знайомства у революційних колах, у тому числі серед російських політемігрантів у Румунії. Мальований збирав кошти на підтримку видавничої діяльності М.Драгоманова, здійснював зв'язок між одеськими громадівцями і «Старою Громадою». У 1878—1879 рр. у складі групи одеських та київських громадівців Володимир Мальований брав активну участь у спробі влаштування нелегальної друкарні поблизу Києва з метою випуску українофільської пропагандистської та агітаційної літератури, в першу чергу газети. До складу групи входили українські народолюбці О.Андрієвський, Є.Борисов, Р.Житецький, Я.Шульгін, М.Ковалевський, Ф.Вовк. Разом з іншими Володимир Григорович брав участь у переговорах з російським народником М.Левченком, який погодився тимчасово працювати у громадівській друкарні як складач.
До співробітництва у планованій газеті В.Мальований запросив Михайла Драгоманова. Останній обумовив свою участь перш за все відповідністю політичного напряму видання власним принципам. Разом з тим Драгоманов вважав випуск українофільської агітаційної газети, при відсутності значної кількості прихильників програми «Громади», справою передчасною та наслідувальною. Посилаючись на досвід російських народників, він перестерігав В.Мальованого про неминучість провалу, що призведе до марної втрати громадівських сил, і тому радив друкувати газету в Румунії [18]. Намагаючись спрямувати видавничу справу у практичну площину, Володимир Мальований під час перебування у Львові наприкінці 1878 р. придбав за посередництвом галицького соціаліста М.Павлика невеличкий друкарський верстат і шрифт, які посилкою були відправлені до Румунії (де ця посилка згодом і загубилась). Незважаючи на тісні контакти з російськими народниками, осередок В.Мальованого зберігав ідейно-організаційну самостійність, обумовлену специфікою програмних завдань українського національного руху. У разі успіху це угруповання українолюбців могло скласти певну альтернативу впливу народовольців в Україні, ставши центром притягання для політично активної української молоді.
Однак енергійні зусилля громадівців-радикалів розгорнути за прикладом російських народників широку агітаційну роботу серед народу були зведені нанівець урядовими репресіями 1879 р., внаслідок чого В.Мальований та його однодумці — О. Андрієвський, Є. Борисов, Р. Житецький, М. Ковалевський, Я. Шульгін — опинилися на засланні, а Ф.Вовк став політичним емігрантом. Самого Володимира Мальованого, як особу політично неблагонадійну, за розпорядженням одеського тимчасового генерал-губернатора від 28 червня 1879 р. було заарештовано і 4 липня відправлено до мценської пересильної в'язниці у розпорядження орловського генерал-губернатора для безстрокового поселення у Східному Сибіру. 19 серпня того ж року В. Г. Мальований відправлений з Мценська до Москви, а звідси 21 серпня — до призначеного місця заслання — м. Балаганськ Іркутської губ. Туди він прибув у лютому 1880 р., маючи при собі близько 14 карбованців і 3-4 зміни білизни. Справу В.Мальованого, як і багатьох інших адміністративних засланців, переглядала Верховна розпорядча комісія на чолі з М.Лорис-Меліковим, яка працювала протягом лютого-березня 1880 р. У протоколах засідань цієї комісії Мальованого було названо «крайнім соціалістом», який належав до «українофільської партії», брав участь у нелегальних сходках українофілів і соціалістів, збиранні грошей для допомоги М.Драгоманову, а також улаштуванні української друкарні. Зважаючи на негативну характеристику, термін покарання цьому діячеві було залишено без змін. Перші декілька місяців В.Мальований прожив за рахунок власних коштів та грошової допомоги в декілька десятків карбованців, надісланої дружиною (яка невдовзі після арешту чоловіка виїхала з дітьми з Одеси до Катеринослава), а також підтримки з боку товаришів по засланню.
Залишившись без засобів до існування, Мальований звернувся з доповідною запискою на ім'я генерал-губернатора Східного Сибіру, в якій досить докладно висвітлив історію свого раптового арешту, привернувши увагу до власного важкого матеріального й морального становища. Сподіваючись отримати пояснення з боку влади причин свого заслання, а також грошову допомогу, він безрезультатно прочекав 4 чи 5 місяців. Незважаючи на тяжкі умови перебування у Сибіру, В.Мальований не втрачав надії на повернення в Україну. Особливо нестерпною стала для нього відірваність від активної політичної діяльності після вбивства Олександра II. Заздалегідь готуючись до втечі, він встановив надійні зв'язки з народовольцями, оскільки розраховував на їхню допомогу.
На початку березня 1881 р. Володимир Мальований (так само як і засланці С.Чендатський, П.Соковнін, М.Лопатін) відмовився присягнути на вірність імператору Олександру III, а 24 березня втік з місця заслання. Приховуючи головні мотиви свого вчинку, В.Мальований на одному з допитів після другого арешту у вересні 1883 р. заявив, що причинами втечі були: «1) Повна відсутність можливості існувати матеріально без необхідності майже не оббирати й без того убогі засоби товаришів і 2) Категорична відсутність будь-якої інтелектуальної праці …» [19].
Циркулярним розпорядженням Департаменту державної поліції за № 3608 від 11 червня 1881 р. передбачався розшук і затримання втікача. А за результатами доповіді судового відділу ДП Особлива нарада 26 квітня 1882 р. ухвалила рішення: при з'явленні або розшуканні В.Мальованого і притягненні до відповідальності за самовільну відлучку, оселити його під нагляд поліції у м. Балаганськ Іркутської губ. на 2 роки, рахуючи строк з часу з'явлення або розшукання, якщо тільки він не буде підлягати більш суворій відповідальності. Втеча із заслання у березні 1881 р. започаткувала новий етап у житті В.Мальованого як українського народолюбця. На засланні в основному завершився його перехід до професійної революційної діяльності, спрямованої на звільнення українського народу від соціально-економічного й політичного гноблення.

## Родина
Старший брат Андрій, сестри — старша, Зінаїда, молодша, Марія.

## Творчість
Автор віршів, спогадів.
- Мальований В. Не потурай // Зібрав Іван Гнида. Червоний Кобзар. Збірка пісень і поезій робітничих, Бібліотека «Новий Сьвіт» ч. 4, Монтреал. 1914
- Мальований В. Не потурай! // Акорди: Антол. укр. лірики від смерті Шевченка / Упоряд. І. Франко. Репринт. вид. — К.: Веселка, 1991. — С. 191.